# Episodi di The Innocents
La prima stagione della serie televisiva The Innocents, composta da 8 episodi, è stata interamente trasmessa su Netflix il 24 agosto 2018, in tutti i paesi in cui il servizio è disponibile.
| n° | Titolo originale           | Titolo italiano              | Pubblicazione USA | Pubblicazione Italia |
| -- | -------------------------- | ---------------------------- | ----------------- | -------------------- |
| 1  | The Start of Us            | L'inizio di una nuova vita   | 24 agosto 2018    | 24 agosto 2018       |
| 2  | Keep Calm, Come to No Harm | Resta calma, non farà male   | 24 agosto 2018    | 24 agosto 2018       |
| 3  | Bubblegum & Bleach         | Gomma e candeggina           | 24 agosto 2018    | 24 agosto 2018       |
| 4  | Deborah                    | Deborah                      | 24 agosto 2018    | 24 agosto 2018       |
| 5  | Passionate Amateur         | Amatore appassionato         | 24 agosto 2018    | 24 agosto 2018       |
| 6  | Not the Only Freak in Town | Non è l'unico pazzo in città | 24 agosto 2018    | 24 agosto 2018       |
| 7  | Will You Take Me Too?      | Mi porterai con te?          | 24 agosto 2018    | 24 agosto 2018       |
| 8  | Everything. Anything.      | Qualsiasi cosa per te        | 24 agosto 2018    | 24 agosto 2018       |